# Dicrostonyx unalascensis
Dicrostonyx unalascensis — вид гризунів родини Cricetidae. Цей вид зустрічається на двох островах, Умнак і Уналаска, в Алеутському архіпелазі Аляски в США. Його природне місце проживання — тундра. Місця існування, знайдені в піщаних або кам'янистих пляжах, які використовуються для риття.